# 三塘镇 (衡南县)
三塘镇，是中华人民共和国湖南省衡陽市衡南县下辖的一个乡镇级行政单位。2015年11月18日，洲市乡、三塘镇成建制合并设立三塘镇。

## 行政区划
三塘镇下辖以下地区：
老街社区、泉塘社区、龙头岭社区、银鸽社区、桔园社区、将军岭社区、农科所社区、振兴社区、三塘村、三元村、中湖村、卫星村、三福村、象古村、四门村、群雄村、洪山村、四塘村、前进村、大广村、松山村、熬兴村、龙唤村、高丰村、神山村、赤卫村、双峰村和大岭村。